# Население на Малави
Населението на Малави според последното преброяване от 2008 г. е 13 077 160 души.

## Численост
Численост на населението според преброяванията през годините:
| Година | Численост  |
| 1977   | 5 547 460  |
| 1987   | 7 988 507  |
| 1998   | 9 933 868  |
| 2008   | 13 077 160 |

## Възрастова сткруктура
- 2000
- от 0 до 14 години: 45% (момчета 2 335 440; момичета 2 324 012)
- от 15 до 64 години: 52% (мъже 2 671 580; жени 2 766 560)
- от 65 нагоре: 3% (мъже 117 932; жени 170 325)
- 2009
- от 0 до 14 години: 45,4% (момчета 3 419 711; момичета 3 404 726)
- от 15 до 64 години: 51,9% (мъже 3 889 065; жени 3 915 309)
- от 65 нагоре: 2,7% (мъже 172 679; жени 227 267)

## Коефициент на плодовитост
- 2000-5.33
- 2008-5.67

## Демографски прираст
- 2,38% (данни от 2006 г.)
- раждания на 1000 души: 38.49 (данни от 2000 г.)
- смъртни случай на 1000 души: 22.44 (данни от 2000 г.)
- мъртвородени деца на 1000 бебета: 122.28 (данни от 2000 г.)

## Етнически групи
- Чева
- Нянйа
- Тумбука
- Яо
- Ломве
- Сена
- Тонга
- Нгони
- Нгонде

## Религии
- Протестанти: 55%
- Римо-Католици: 20%
- Мюсюлмани: 20%
- местни вярвания: 5%

## Езици
Английски и Чичеуа (Чичева). Също така и местни племенни езици

## Грамотност
58% от населението над 15 години са грамотни (могат да четат и пишат), като от тях близо 73 процента са мъже. (данни от 1999 г.)